# Bobadilla (kommun)
Bobadilla är en kommun i Spanien. Den ligger i den autonoma regionen La Rioja i norra delen av landet, 220 km nordost om huvudstaden Madrid. Antalet invånare är 101 (2024). Arean är 4,66 kvadratkilometer.